# Cisterciënzerzusters van Gent
De Cisterciënzerzusters van Gent, ook de Zusters van de Bijloke genaamd, vormen een afzonderlijke Belgische apostolische congregatie van vrouwelijke cisterciënzers.

## Geschiedenis

### Oorsprong
In 1201 richtte de Gentse patriciërsfamilie Utenhove het Onze-Lieve-Vrouwhospitaal op in Gent. In 1215 schonk ze dit hospitaal aan het cisterciënzerinnenklooster van Lokeren. Dit klooster werd speciaal hiervoor gesticht door de familie Utenhove. De eerste oversten waren familieleden. Met de jaren bleek het beter dat het bestuur zich dichterbij zou vestigen. Met steun van de familie Utenhove werd in 1228 het Bijlokehospitaal opgericht in Gent, met aanpalend abdijgebouwen. Een deel van de cisterciënzerinnen van Lokeren verhuisden dan naar de Bijloke om daar een nieuwe gemeenschap te vormen. De eerste abdis van deze nieuwe abdij was weer een lid van de familie Utenhove: Elisabeth. Zij overleed in 1249 en werd dan opgevolgd door haar zus Maria Utenhove. Meer dan zeven eeuwen zou de nieuwe congregatie er instaan voor de verzorging van de zieken.

### Latere stichtingen en activiteiten
In 1871 kochten de cisterciënzerzusters van Gent de voormalige textielfabriek Van Caeneghem aan de Coupure te Gent. In 1874 openden ze er het ziekenhuis Toevlucht van Maria, ook "De Refuge" genaamd, en stelden ze er zusters tewerk.
In 1912 erfden de zusters het buitengoed Château de la Tourelle van de familie Kervyn de Volkaersbeke te Nazareth. Aanvankelijk gebruikte de congregatie het kasteel als een rustplaats voor zusters, maar al snel besloten ze ook in te gaan op de nood aan opvang voor kinderen en moeders. De zusters kregen er de naam "Zusters van het Kasteeltje". Omwille van een toenemende vraag en plaatsgebrek werd in 1922 begonnen aan een nieuwbouw die in 1924 in gebruik genomen werd. Hiermee werd het kleintjesoord (een dag- en nachtverblijf voor kinderen) "Gesticht voor voedsterlingen O.L.V. Onbevlekt" officieel opgericht. In 1998 werd de naam veranderd in "'t Kinderkasteeltje". In 1951 voegde de congregatie er een school voor kinderverzorgsters bij: het Immaculata-Instituut voor Kinderverzorgsters.
In 1934 kocht de congregatie het kasteel Hanet (ook "Le Bois Dormant") met 9 hectare grond aan de Kortrijksesteenweg te Gent. Jaren na het overlijden van de eigenaar Fernand Hanus werd het publiek verkocht. De zusters stichtten er het Algemeen Ziekenhuis Maria Middelares. In 1982 verhuisde het ziekenhuis Toevlucht van Maria naar een nieuwbouw op het domein van Maria Middelares. In 1983 werd Toevlucht van Maria dan een bejaardentehuis dat nog steeds beheerd wordt door de congregatie.
In 1957 werd het Instituut voor Verpleegkunde Sint-Geertruid opgericht voor A1- en A2-verpleegkundigen. Aanvankelijk vonden de lessen plaats binnen de afdeling interne geneeskunde van Maria Middelares. In 1967 werd op dezelfde campus een nieuw, afzonderlijk schoolgebouw opgericht. Vanaf 1996 werd de A1-opleiding er niet meer gegeven. In 1982 verhuisde het Immaculata-Instituut voor Kinderverzorgsters van Nazareth naar het Sint-Geertruidinstituut op het terrein van Maria Middelares.
Vanaf de start in 1959 tot de jaren 1970 zaten de cisterciënzerzusters van Gent mee in de leiding van het verpleegkundig departement van het Academisch Ziekenhuis Gent. Zusters werkten ook op meerdere afdelingen binnen het ziekenhuis.

## De hedendaagse congregatie
De laatste zusters trokken zich terug uit de Bijloke op 7 december 2001.
Het generalaat van de congregatie bevindt zich in de Kortrijksesteenweg 1028 te Gent.

## Varia
De Cisterciënzerzusters van Gent hebben een grafkelder op het Kerkhof van Mariakerke. De overleden zusters worden daarin bijgezet.

## Oversten
- Elisabeth Utenhove: 1228 - 1249
- Maria Utenhove: 1249 - 1285
- Françoise Stienbooghe: ? (begin 18e eeuw)
- Agnes D’haine: ? (helft 18e eeuw)
- Charlotte-Jeanne De Backere: 20 april 1868 - 1 maart 1902
- Roberte: 1961 - ?[8]
- Humbeline Van Laere
- Beatrijs Buckens: 2009 - heden[9]